# 後篩骨神経
後篩骨神経（こうしこつしんけい）は頭頸部の神経の一つ。鼻毛様体神経の枝で、後篩骨動脈と共に、後篩骨孔を通り、蝶形骨洞、後篩骨蜂巣の知覚を支配する。
30%の人ではこの神経が存在しない。